# Pyhäjärvi
Pyhäjärvi – gmina w Finlandii, położona w centralnej części kraju, należąca do regionu Ostrobotnia Północna.